# 夢去りし街角
「夢去りし街角」（ゆめさりしまちかど）は、アリスの15枚目のシングル。1979年4月5日に東芝EMIから発売された。

## 解説
オリコン1位を獲得した前作「チャンピオン」に続く楽曲で、アルバム『ALICE VII』の先行シングル。
2020年10月28日にMEG-CDで再発された。

## 収録曲
全曲作詞：谷村新司／編曲：石川鷹彦

### SIDE 1
1. 夢去りし街角（3分45秒）
  - 作曲：堀内孝雄

### SIDE 2
1. 逃亡者（3分19秒）
  - 作曲：矢沢透

## カバー
- フランク永井 （1979年発売のLP『お前がいいと言うのなら』収録）
- 北山たけし＆松原健之（2012年7月25日リリースのシングル『奥入瀬恋歌』のカップリング曲）